# Huckleberry Finn (1931)
Huckleberry Finn is een Amerikaanse filmkomedie uit 1931 onder regie van Norman Taurog. Het scenario is gebaseerd op de roman De lotgevallen van Huckleberry Finn (1884) van de Amerikaanse auteur Mark Twain.

## Verhaal
Huckleberry Finn heeft een hekel aan de verplichtingen die de beschaving oplegt. Omdat hij niet naar school wil gaan of schoenen dragen, maakt hij een plan om weg te lopen. Als zijn agressieve vader ineens opdaagt, besluiten Tom en Jim om Huck te helpen ontsnappen. Ze gaan er samen vandoor met een vlot op de Mississippi.

## Rolverdeling
| Acteur          | Personage             |
| --------------- | --------------------- |
| Jackie Coogan   | Tom Sawyer            |
| Junior Durkin   | Huckleberry Finn      |
| Mitzi Green     | Becky Thatcher        |
| Jackie Searl    | Sid Sawyer            |
| Eugene Pallette | Hertog van Bilgewater |
| Clarence Muse   | Jim                   |
| Clara Blandick  | Tante Polly           |
| Jane Darwell    | Weduwe Douglas        |
| Oscar Apfel     | De Koning             |
| Warner Richmond | Pa Finn               |
| Charlotte Henry | Mary Jane             |
| Lillian Harmer  | Juffrouw Watson       |
| Guy Oliver      | Rechter Thatcher      |